# Joseph Maroičić
Joseph Freiherr Maroičić von Madonna del Monte (ur. 6 kwietnia 1812 w Svidníku, zm. 17 października 1882 w Wiedniu) – oficer Armii Austro-Węgier w stopniu feldzeugmeistra, generał głównodowodzący w Wiedniu w latach 1869-1882.

## Życiorys
Służbę w Armii Cesarstwa Austriaackiego rozpoczął w 60. Pułku Piechoty Granicznej, do którego dołączył w 1825 roku. Po ukończeniu szkolenia w kompanii kadetów w Grazu w 1830 roku otrzymał awans na stopień chorążego (niem. Fähnrich) oraz przydział do 10. Pułku Piechoty Granicznej, gdzie awansował na podporucznika (niem. Leutnant). W 1834 roku został przeniesiony do służby w Sztabie Generalnego Kwatermistrza, gdzie w stopniu porucznika (niem. Oberleutnant) zajmował się opracowywaniem map Moraw, Śląska i środkowych Włoch. Po awansie na kapitana (niem. Hauptmann) trafił do sztabu kwatermistrza armii w Wiedniu, a następnie w Weronie. Po wybuchu wojny austriacko-piemonckiej trafił pod rozkazy frldmarszałka Lavala Nugenta von Westmeath. Za wykazaną inicjatywę w starciu pod Vicenzą, gdzie na czele dwóch szwadronów ułanów zapobiegł spaleniu mostu na Brencie przez powstańców. Został za to nagrodzony Orderem Marii Teresy. W 1849 roku awansował na stopień majora w 10. Pułku Piechoty Granicznej, następnie służył w sztabie armii toczącej walki z powstańcami węgierskimi w regionie Transylwanii. W tym samym roku, po zakończeniu walk, awansował na podpułkownika (niem. Oberstleutnant) i objął dowództwo nad 3. Pułkiem Piechoty Granicznej. Stanowisko to pełnił do 1854 roku. W tym czasie awansował na pułkownika (niem. Oberst). Następnie został generałem majorem (niem. Generalmajor), dowodzącym brygadą wchodzącą w skład korpusu Serbsko-Banckiego w Mołdawii. W latach 1856-1859 dowodził brygadą piechoty w Koszycach. Po wybuchu wojny francusko-austriackiej trafił do północnych Włoch i walczył w rejonie delty Padu. W 1860 roku, po awansie na marszałka polnego porucznika (niem. Feldmarschalleutnant), został oddelegowany do służby w 3. Korpusie Armijnym, a w 1866 roku mianowany dowódcą 7. Korpusu. Na jego czele uczestniczył w walkach wojny prusko-austriackiej, w tym w bitwie pod Custozą. Za swoje zasługi podczas konfliktu został odznaczony komandorią Orderu Marii Teresy. Po zakończeniu wojny został inspektorem piechoty w Budzie. W latach 1868-1869 był generałem głównodowodzącym w Grazu, a następnie objął funkcję głównodowodzącego w Wiedniu. Na tym stanowisku otrzymał w 1870 roku awans na generała artylerii (niem. Feldzeugmeister) i pełnił je aż do przejścia w stan spoczynku w 1881 roku. Od 1862 roku był szefem 7. Pułku Piechoty.   

## Odznaczenia
Odznaczenia Josepha Maroičicia to między innymi:
- Krzyż Wielki Orderu Leopolda
- Kawaler Orderu Żelaznej Korony I klasy
- Komandor Orderu Marii Teresy
- Kawaler Orderu Leopolda z dekoracją wojenną
- Kawaler Orderu Marii Teresy
- Cesarski i Królewski Order Orła Białego (Imperium Rosyjskie)
- Krzyż Wielki Orderu Orła Czerwonego (Prusy)
- Kawaler Krzyża Wielkiego Orderu Świętych Maurycego i Łazarza (Królestwo Włoch)
- Order Lwa i Słońca I klasy (Persja)